# 블라디미르 우스티노프

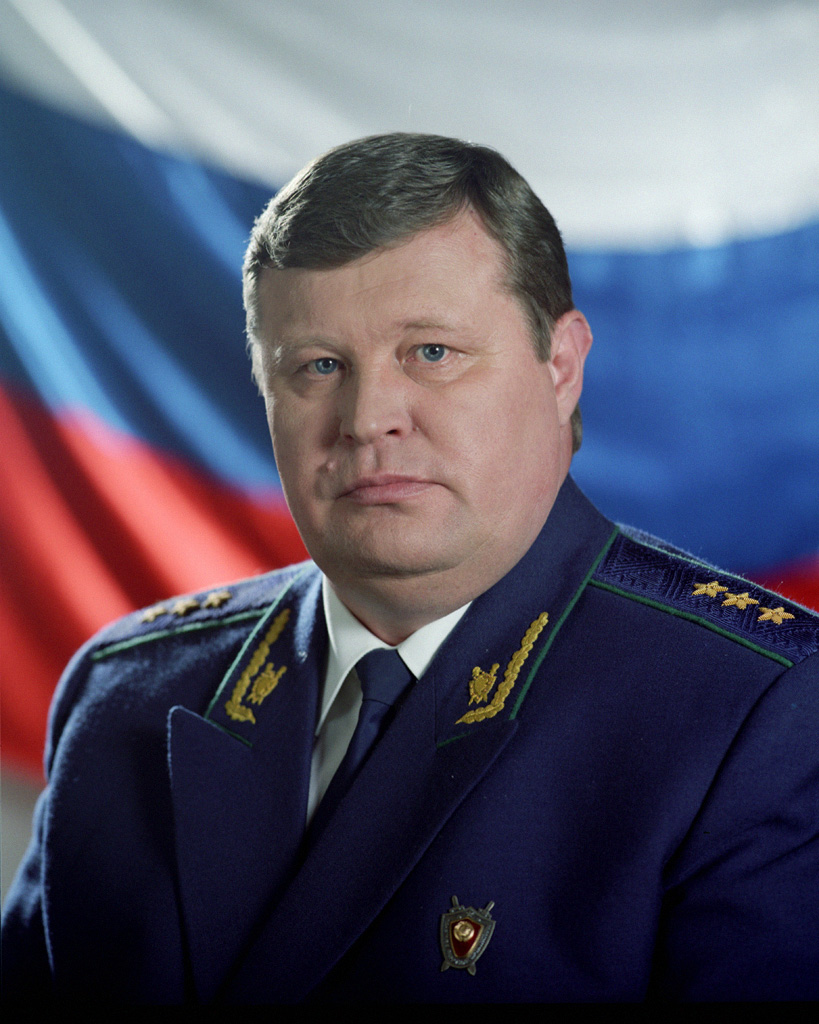
블라디미르 우스티노프

블라디미르 바실리예비치 우스티노프(러시아어: Владимир Васильевич Устинов, 1953년 2월 25일~)는 러시아의 정치인이다. 2008년부터 남부 연방관구 대통령 전권대표로 일하고 있다.
니콜라옙스크나아무레 출신으로, 1999년부터 2006년까지 러시아의 검찰총장, 2006년부터 2008년까지 러시아의 법무장관을 지냈다. 슬하에 아들과 딸 하나씩을 두고 있으며, 2003년 아들 드미트리는 이고리 세친(Igor Sechin)의 딸 잉가 세치나(Inga Sechina) 와 결혼하였다.